# Komputerowa gra jednoosobowa

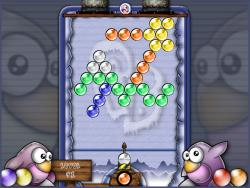
Zrzut ekranu z gry Frozen Bubble w trybie jednoosobowym

Komputerowa gra jednoosobowa (ang. single-player video game) – nazwa rodzaju rozgrywki w grach komputerowych przeznaczona wyłącznie dla jednego gracza. W tym przypadku środowiskiem gry (przeciwnikami, postaciami niezależnymi itp.) steruje komputer.
Jednym z rodzajów gry jednoosobowej jest tryb kariery, który pozwala graczowi stawić czoła wyzwaniom związanym z rozwojem stworzonej postaci. Tryb często pełni funkcję zamiennika dla kampanii głównej i może zawierać szczegóły fabularne, takie jak wydarzenia z prywatnego życia postaci. W miarę postępu wydarzeń w trybie kariery, zwiększa się poziom trudności rozgrywki. Przykładem gry, która zawiera tryb kariery jest F1 2012.